# Ассумпта Серна
Ассумпта Серна (16 вересня 1957, Барселона, Франкістська Іспанія) — іспанська акторка театру і кіно.

## Вибіркова фільмографія
- Лола (1986)
- Дика орхідея (1990)
- Нострадамус (1994)
- Стілець (1995)
- Чаклунство (1996)